# Leccionario 53
El Leccionario 53, designado por la sigla ℓ 53 (en la numeración Gregory-Aland), es un manuscrito griego del Nuevo Testamento. Paleográficamente ha sido asignado al siglo XV.

## Descripción
El códice contiene enseñanzas del Evangelio del Nuevo Testamento, en 332 hojas de pergamino (21,8 cm por 14,4 cm). El texto está escrito en letras minúsculas, en dos columnas por página, 24 líneas por página.

## Historia
El manuscrito provino del monasterio del Monte Athos, fue examinado por Christian Frederick Matthaei. En la actualidad el códice se encuentra en el Museo Estatal de Historia, en Moscú, Rusia. El manuscrito se cita en las ediciones del Nuevo Testamento griego (UBS3).